# Aeropuerto Internacional de Rangún
El aeropuerto internacional de Rangún (IATA: RGN, OACI: VYYY) (en birmano: ရန်ကုန် အပြည်ပြည်ဆိုင်ရာ လေဆိပ်) es el primer aeropuerto internacional de Birmania y está localizado en el municipio de Mingaladon, Rangún.

## Historia
Durante la Segunda Guerra Mundial, el aeródromo se llamó RAF Mingaladon y sirvió como base de operaciones para aviones de combate como:
Escuadrón n.º 60 de la RAF desde febrero de 1941 hasta febrero de 1942 volando en Bristol Blenheim I
Escuadrón n. ° 67 de la RAF desde octubre de 1941 hasta marzo de 1942 volando Brewster F2A Buffalo y Hawker Hurricane II
Escuadrón n. ° 135 de la RAF de enero a febrero de 1942 volando Hawker Hurricane II
Escuadrón n.º 681 de la RAF de junio a septiembre de 1945 volando Supermarine Spitfire
3er Escuadrón del 1er Grupo de Voluntarios Estadounidenses (Tigres Voladores) de la Fuerza Aérea China volando Curtiss P-40
También hubo un Vuelo de comunicación de la Fuerza Aérea de Voluntarios de Birmania equipado con Tiger Moths y Westland Lysanders y miembros del 12 ° Burma Rifles proporcionaron apoyo antiaéreo para el aeródromo.
Luego, Mingaladon fue utilizado por los japoneses, y los bombarderos japoneses con base en Bangkok se trasladaron a Mingaladon cuando había luna llena. Los británicos en el Centro Experimental Inalámbrico en Delhi estaban descifrando BULBUL el código aire-tierra IJA y podían predecir los ataques aéreos japoneses. En una ocasión, los cazas nocturnos aliados "se quedaron con el lote y toda la noche pudimos escuchar la base aérea de Mingaladon llamando a sus niños perdidos". 
unidades adicionales;
- Escuadrón de comunicaciones del cuartel general aéreo de Birmania RAF 
- Vuelo de comunicaciones de la sede central aérea de Birmania RAF 
- Cuartel general aéreo Escuadrón de comunicaciones de las Indias Orientales de los Países Bajos RAF 
- Escuadrón de comunicaciones grupales n. ° 221 RAF 
Después de la Segunda Guerra Mundial, el Aeropuerto de Rangún fue construido sobre la antigua RAF Mingaladon en 1947 por la Autoridad de Aeropuertos Metropolitanos de Calcuta. Una vez considerado como el mejor del sudeste asiático y el principal aeropuerto que atiende a esa región, el aeropuerto se deterioró y permaneció así durante décadas, a medida que se construían y reemplazó las instalaciones de Rangún.
La capacidad del aeropuerto aumentó a 6 millones de pasajeros por año a principios de 2016. Actualmente, hay planes para construir un aeropuerto completamente nuevo y más grande, el Aeropuerto Internacional de Hanthawaddy, en un sitio mucho más grande y algo alejado de Rangún.

## Modernización
En abril de 2003 se lanzó un programa de modernización que dio como resultado una nueva terminal y una pista ampliada de 3414 m. 
Diseñado por la División de Desarrollo Aeroportuario de CPG Corporation de Singapur, Asia World construyó una nueva terminal a un costo de US $ 13,3 millones. Puede manejar 900 pasajeros que llegan y 900 que salen simultáneamente. El diseño cumple con los estándares de servicio de la IATA y cumple con los estándares de seguridad y protección de la OACI a un costo de SG $ 30 millones. Otras características notables incluyen:
Pisos separados para pasajeros que llegan y salen para disminuir la congestión
Sistema automatizado de manejo de equipaje con un sistema de check-in integrado
Cuatro puentes aéreos, capaces de manejar cuatro Boeing 747
Salones especiales para uso de funcionarios gubernamentales y empresarios
Un estacionamiento de dos pisos con espacios para 340 vehículos
En junio de 2011, el gobierno anunció planes para ampliar el aeropuerto en un 40% y aumentar su capacidad de 2,7 millones de pasajeros a 3,8 millones de pasajeros al año. El aeropuerto ya superó su capacidad anual de 2,7 millones de pasajeros, habiendo aceptado 3,1 millones en 2012 y 4 millones en 2014. Para satisfacer esta mayor demanda, se están construyendo nuevas terminales nacionales e internacionales y se están se espera que esté terminado a fines de 2016. Después de la actualización, el Aeropuerto Internacional de Rangún podrá atender a 6 millones de pasajeros al año.
En 2013, se adjudicó un contrato por valor de 150 millones de dólares a un consorcio liderado por una filial de Asia World para construir una nueva terminal nacional y ampliar la plataforma del aeropuerto.
La nueva terminal internacional (T1) se inauguró en marzo de 2016, y la terminal internacional existente anteriormente se designó como T2. La nueva terminal nacional (T3) se inauguró el 5 de diciembre de 2016.

## Terminales
Terminal 1
En agosto de 2014, se demolió la antigua terminal nacional y se inició la construcción de la nueva Terminal 1 de seis pisos que manejará vuelos internacionales. La ceremonia de apertura se llevó a cabo el 12 de marzo de 2016. Tras la apertura de la Terminal 1, el aeropuerto puede manejar 6 millones de pasajeros al año, frente a los 2,7 millones anteriores.
Terminal 2
Después de la apertura de la Terminal 1, la antigua Terminal Internacional pasó a llamarse "Terminal 2 ". El edificio fue diseñado por CPG Corporation de Singapur y construido por Asia World Company con un costo de 13,3  millones de dólares. La terminal puede manejar 900 pasajeros que llegan y 900 pasajeros que salen al mismo tiempo. La Terminal 2 se cerró en julio de 2018 para someterse a una extensa renovación. Todos los vuelos internacionales ahora operan desde la Terminal 1.
Terminal 3 
en 2017, La Terminal 3, que se utiliza para vuelos nacionales, se inauguró el 5 de diciembre de 2016, en sustitución de la antigua terminal nacional que fue demolida en agosto de 2014.
Edificio de la Guardia de Honor (Terminal VIP) 
La antigua terminal VIP se utilizó temporalmente como terminal nacional hasta que se completó la Terminal 3. El edificio Guard of Honor ha sido demolido para dar paso a un conector entre las terminales 1 y 2.

## Aérolineas y Destinos

### Pasajeros
| Aerolíneas                    | Destinos |
| ----------------------------- | --- |
| 9 Air                         | Aeropuerto Internacional de Cantón-Baiyun |
| AirAsia                       | Aeropuerto Internacional de Kuala Lumpur |
| Air China                     | Aeropuerto Internacional de Pekín-Capital, Aeropuerto Internacional de Chengdu-Shuangliu, Aeropuerto Internacional de Kunming-Changshui |
| Air India                     | Aeropuerto Internacional Indira Gandhi, Aeropuerto de Gaya, Aeropuerto Internacional Netaji Subhas Chandra Bose, Aeropuerto Internacional Chhatrapati Shivaji |
| Air KBZ                       | Aeropuerto de Nyaung U, Aeropuerto Internacional de Chiang Mai, Aeropuerto de Dawei, Aeropuerto de Heho, Aeropuerto de Kalaymyo, Aeropuerto de Kawthaung, Aeropuerto de Kengtung, Aeropuerto de Lashio, Aeropuerto Internacional de Mandalay, Aeropuerto de Myitkyina, Aeropuerto Internacional de Naipyidó, Aeropuerto de Sittwe, Aeropuerto de Thandwe |
| All Nippon Airways            | Aeropuerto Internacional de Narita |
| Asian Wings Airways           | Aeropuerto de Nyaung U, Aeropuerto de Dawei, Aeropuerto de Heho, Aeropuerto de Kawthaung, Aeropuerto de Kengtung, Aeropuerto Internacional de Mandalay, Aeropuerto de Myeik, Aeropuerto de Tachilek |
| Bangkok Airways               | Aeropuerto Internacional de Bangkok-Suvarnabhumi, Aeropuerto Internacional de Chiang Mai |
| Batik Air Malaysia            | Aeropuerto Internacional de Kuala Lumpur |
| Biman Bangladesh Airlines     | Aeropuerto Internacional de Shahjalal |
| China Airlines                | Aeropuerto Internacional de Taiwán Taoyuan |
| China Eastern Airlines        | Aeropuerto Internacional de Cantón-Baiyun, Aeropuerto Internacional de Hohhot Baita, Aeropuerto Internacional de Kunming-Changshui, Aeropuerto Internacional de Nanning-Wuxu, Aeropuerto Internacional de Shanghái-Pudong, Aeropuerto Internacional de Wuhan-Tianhe, Aeropuerto de Cantón-Benniu, Aeropuerto Internacional de Nankín-Lukou |
| China Southern Airlines       | Aeropuerto Internacional de Cantón-Baiyun, Aeropuerto Internacional de Haikou-Meilan, Aeropuerto Internacional de Shenzhen-Bao'an |
| flydubai                      | Aeropuerto Internacional de Dubái |
| Golden Myanmar Airlines       | Aeropuerto de Nyaung U, Aeropuerto de Heho, Aeropuerto Internacional de Mandalay, Aeropuerto Internacional de Naipyidó, Aeropuerto de Thandwe |
| Hainan Airlines               | Aeropuerto Internacional de Chongqing-Jiangbei |
| IndiGo                        | Aeropuerto Internacional Netaji Subhas Chandra Bose |
| JC International Airlines     | Aeropuerto Internacional Guiyang-Longdongbao, Aeropuerto Internacional de Phnom Penh |
| Korean Air                    | Aeropuerto Internacional de Incheon |
| Kunming Airlines              | Aeropuerto Internacional de Kunming-Changshui |
| Malaysia Airlines             | Aeropuerto Internacional de Kuala Lumpur |
| Mann Yatanarpon Airlines      | Aeropuerto de Nyaung U, Aeropuerto de Heho, Aeropuerto de Kengtung, Aeropuerto Internacional de Mandalay, Aeropuerto de Myitkyina, Aeropuerto de Tachilek, Aeropuerto de Thandwe |
| Myanmar Airways International | Aeropuerto Internacional Suvarnabhumi, Aeropuerto Internacional de Cantón-Baiyun, Aeropuerto Internacional Netaji Subhas Chandra Bose, Aeropuerto Internacional de Kuala Lumpur, Aeropuerto Internacional de Mandalay, Aeropuerto Internacional de Phnom Penh, Aeropuerto Internacional de Incheon, Aeropuerto Internacional de Singapur, Aeropuerto de Gaya, Aeropuerto Internacional de Hangzhou-Xiaoshan, Aeropuerto Internacional de Nankín-Lukou, Aeropuerto Internacional de Ningbo-Lishe |
| Myanmar National Airlines     | Aeropuerto de Ann, Aeropuerto de Nyaung U, Aeropuerto Internacional Suvarnabhumi, Aeropuerto Internacional de Chengdu-Shuangliu, Aeropuerto Internacional de Chiang Mai, Aeropuerto de Dawei, Aeropuerto de Heho, Aeropuerto Internacional de Hong Kong, Aeropuerto de Kawthaung, Aeropuerto de Khamti, Aeropuerto de Kengtung, Aeropuerto Internacional de Kuala Lumpur, Aeropuerto de Kyaukpyu, Aeropuerto de Lashio, Aeropuerto de Loikaw, Aeropuerto de Magway, Aeropuerto Internacional de Mandalay, Aeropuerto de Mawlamyaing, Aeropuerto de Myeik, Aeropuerto de Myitkyina, Aeropuerto Internacional de Naipyidó, Aeropuerto de Pathein, Aeropuerto Internacional de Phuket, Aeropuerto de Putao, Aeropuerto Internacional de Singapur, Aeropuerto de Sittwe, Aeropuerto de Tachilek, Aeropuerto Internacional de Thandwe, Aeropuerto de Gaya |
| Neos                          | Aeropuerto de Milán-Malpensa |
| Nok Air                       | Aeropuerto Internacional Don Mueang |
| Qingdao Airlines              | Aeropuerto Internacional de Hangzhou-Xiaoshan, Aeropuerto Internacional de Ningbo-Lishe |
| Ruili Airlines                | Aeropuerto de Dehong-Mangshi |
| Sichuan Airlines              | Aeropuerto Internacional de Chengdu-Shuangliu, Aeropuerto Internacional de Hangzhou-Xiaoshan, Aeropuerto Internacional de Xi'an-Xianyang |
| Singapore Airlines            | Aeropuerto Internacional de Singapur |
| Spring Airlines               | Aeropuerto Internacional de Pudong |
| Thai AirAsia                  | Aeropuerto Internacional Don Mueang |
| Thai Lion Air                 | Aeropuerto Internacional Don Mueang |
| Thai Smile                    | Aeropuerto Internacional Suvarnabhumi |
| VietJet Air                   | Aeropuerto Internacional de Nội Bài |
| Vietnam Airlines              | Aeropuerto Internacional de Nội Bài, Aeropuerto Internacional de Tan Son Nhat |
| XiamenAir                     | Aeropuerto Internacional de Xiamen-Gaoqi |
| Yangon Airways                | Aeropuerto de Nyaung U, Aeropuerto de Dawei, Aeropuerto de Heho, Aeropuerto de Kengtung, Aeropuerto Internacional de Mandalay, Aeropuerto de Myeik, Aeropuerto de Myitkyina, Aeropuerto Internacional de Naipyidó, Aeropuerto de Tachilek |

## Accidentes e Incidentes
- El 25 de marzo de 1978, el Fokker F27 Friendship 200 XY-ADK perdió altura y se estrelló contra un arrozal justo después del despegue del aeropuerto de Mingaladon, matando a las 48 personas a bordo.
- El 27 de enero de 1998, un Fokker F27 Friendship de Myanmar Airways International se estrelló mientras despegaba de Rangún, Myanmar, matando a 16 de las 45 personas a bordo.
- El 29 de enero de 2017, U Ko Ni, abogado constitucional y asesor de Aung San Suu Kyi, fue asesinado frente a la Puerta 6.
- El 8 de mayo de 2019, un vuelo 60 de Biman Bangladesh Airlines que operaba la ruta Dhaka-Rangún por De Havilland Canada Dash 8 se salió de la pista mientras aterrizaba. Nadie resultó herido de gravedad. Las 33 personas, entre piloto, copiloto y pasajeros, sufrieron heridas leves.
- El 2 de agosto de 2019, un Y5-506 ATR-72-600 de Golden Myanmar Airlines partió de Mandalay con destino a Rangún y el tren de aterrizaje de la rueda delantera se rompió cuando aterrizó en la pista del Aeropuerto Internacional de Rangún. No se reportaron daños o heridos significativos en el incidente.